# Dryophytes japonicus
Dryophytes japonicus – gatunek płaza bezogonowego z rodziny rzekotkowatych (Hylidae).

## Taksonomia
Dryophytes japonicus była niegdyś włączana do gatunku rzekotki drzewnej (Hyla arborea), a później włączano ją w skład jej kompleksu, jednak badania filogenetyczne wykazały, że wraz z innymi blisko spokrewnionymi gatunkami należy ona do innego rodzaju – Dryophytes. Z kolei niektórzy biolodzy wyłączali z gatunku Hyla ussuriensis, uznając ją za osobny gatunek.

## Występowanie
Jak sama nazwa wskazuje, zwierzę to można spotkać w Japonii (między innymi wyspy Hokkaido, Honsiu, Sikoku, Kiusiu), ale także na dużym obszarze we wschodniej Azji kontynentalnej. Wymienić tu należy:
- południowy wschód Federacji Rosyjskiej, głównie tereny leżące nieopodal chińskiej i mongolskiej granicy,
- północną i wschodnią Mongolię – jedynie tereny przygraniczne,
- północne i wschodnie Chiny – obszar wiele większy niż w dwóch poprzednich państwach,
- Koreę Południową,
- Koreańską Republikę Ludowo-Demokratyczną.

## Status
Płaz wydaje się pospolity na większej części swego obszernego zasięgu występowania. Nie stosują się do tego okolice jeziora Bajkał i leżące w Mongolii. Liczebność gatunku nie ulega przyrostowi ani obniżeniu.
Wśród czynników zagrażających temu gatunkowi wymienia się zniszczenie środowiska naturalnego związane między innymi z rozwojem rolnictwa, zatruciem, ale także niekorzystne warunki klimatyczne, jak długie susze.